# Sperata acicularis
Sperata acicularis е вид лъчеперка от семейство Bagridae. Видът не е застрашен от изчезване.

## Разпространение
Разпространен е в Индия (Манипур), Мианмар и Тайланд.